# بيرنارد ديتز
بيرنارد ديتز (بالألمانية: Bernard Dietz) من مواليد 22 مارس 1948 ، لاعب كرة قدم ألماني سابق.
لعب مع منتخب ألمانيا لكرة القدم.

## روابط خارجية
- بيرنارد ديتز على موقع IMDb (الإنجليزية)
- بيرنارد ديتز على موقع ديسكوغز (الإنجليزية)
- بيرنارد ديتز على موقع الاتحاد الدولي (مؤرشف)  (الإنجليزية)
- بيرنارد ديتز على موقع قاعدة بيانات كرة القدم.إي يو (الإنجليزية)
- بيرنارد ديتز على موقع بيانات كرة القدم. دي إي (الألمانية)
- بيرنارد ديتز على موقع ناشيونال فوتبول تيمز (الإنجليزية)
- بيرنارد ديتز على موقع عالم كرة القدم.نت (الإنجليزية)